# Visteby
Visteby är en by belägen vid Vistebyån i Rasbo socken i Uppsala län.
Visteby var i äldre tider bland annat känt för sin kvarn (numera raserad), vilken under ett par generationer på 1700- och 1800-talet arrenderades av medlemmar av den senare akademiskt och litterärt kända släkten Hagberg. I det på 1680-talet uppsatta förbandet Rasbo kompani inom Upplands regemente hade kompaniets trumslagare sitt tjänsteboställe i Visteby .